# Pictorul Nicolae Grigorescu
Pictorul Nicolae Grigorescu este un film românesc din 1955 regizat de Ion Bostan.